# José Mujica
José Alberto "Pepe" Mujica Cordano (Montevideo, 20. ožujka 1935. – Montevideo, 13. svibnja 2025.) bio je urugvajski političar koji je obnašao dužnost predsjednika Urugvaja od 2010. do 2015. godine.  U svijetu je postao poznat kao "najsiromašniji predsjednik na svijetu" jer je od mjesečne plaće od 12.500 dolara (72.500 kuna), Mujica za sebe zadržavao samo 1250 dolara ili 7250 kuna.

## Životopis
José Mujica rođen je u obitelji europskih doseljenika, otac mu je bio baskijskog a majka talijanskog podrijetla. Bio je gerilski borac organizacije Tupamaros, zbog čega je proveo 13 godina u zatvoru za vrijeme vojne diktature u 1970-im i 1980-im. Kao član stranke Široka fronta i koalicije lijevih stranaka, Mujica je bio Ministar stoke, poljoprivrede i ribarstva od 2005. do 2008. godine i senator nakon toga. Kao kandidat Široke fronte pobijedio je na predsjedničkim izborima 2009. godine i preuzeo dužnost predsjednika 1. ožujka 2010. godine. Sa suprugom Lucíjom Topolansky također političarkom živio je povučeno na farmi.

## Vanjske poveznice
- (šp.) José Mujica Cordano, životopis na cidob.org